# Kanton La Salvetat-Peyralès
Der Kanton La Salvetat-Peyralès war bis 2015 ein französischer Wahlkreis im Département Aveyron und in der Region Midi-Pyrénées. Er umfasste fünf Gemeinden im Arrondissement Rodez; sein Hauptort (frz.: chef-lieu) war La Salvetat-Peyralès. Die landesweiten Änderungen in der Zusammensetzung der Kantone brachten im März 2015 seine Auflösung. Vertreter im conseil général des Départements war ab 2004 André At.

## Gemeinden
| Gemeinde             | Einwohner Jahr | Fläche km² | Bevölkerungsdichte | Code INSEE | Postleitzahl |
| -------------------- | -------------- | ---------- | ------------------ | ---------- | ------------ |
| Castelmary           | 127 (2013)     | 11,8       | 11 Einw./km²       | 12060      | 12800        |
| Crespin              | 296 (2013)     | 18,4       | 16 Einw./km²       | 12085      | 12800        |
| Lescure-Jaoul        | 244 (2013)     | 18,5       | 13 Einw./km²       | 12128      | 12440        |
| La Salvetat-Peyralès | 983 (2013)     | 54,2       | 18 Einw./km²       | 12258      | 12440        |
| Tayrac               | 161 (2013)     | 15,7       | 10 Einw./km²       | 12278      | 12440        |